# Erlensee (Taufkirchen/Vils)

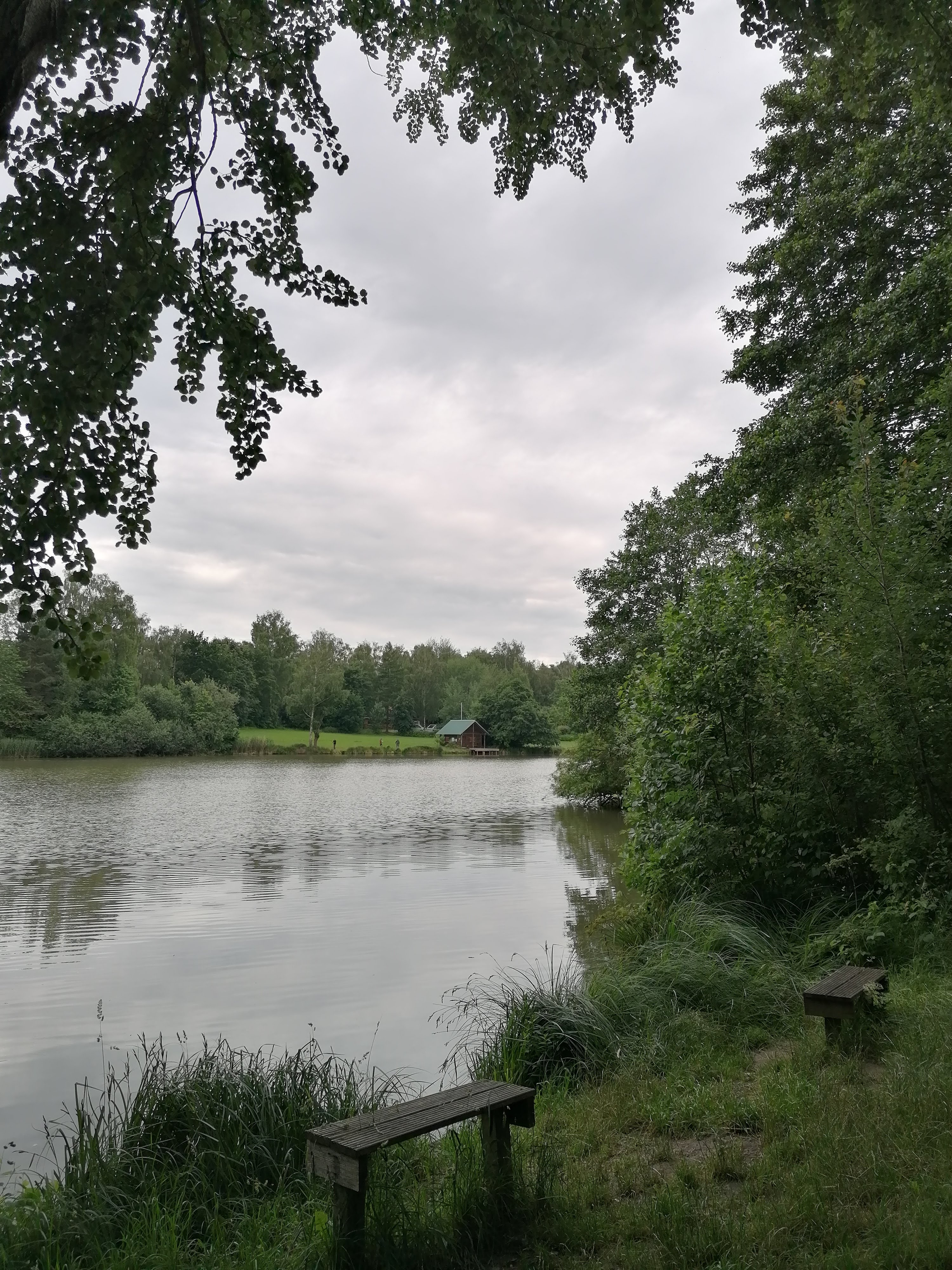
Erlensee mit Blick Richtung DLRG-Wachhütte

Der Erlensee, auch Loaner See oder (seltener) Lainer See genannt, ist ein 252 × 104 m großer Moor-Badesee unweit von Buchbach, in der Gemeinde Taufkirchen gelegen.
Der zwischen den Orten Felizenzell (bei Buchbach), Loiperstätt (bei Grüntegernbach) und Gebensbach (bei Velden) gelegene See, ist der einzige Badesee im Umkreis von 15 km. Er gehört dem Landwirt Georg Heider, der neben seinem, am See anliegenden Hof Lain, einen großen Campingplatz führt. In einem Teil des Hofgebäudes (2. Viertel des 19. Jahrhunderts) ist der Gasthof Loaner Wirt.

Die Hauptzufahrt zum See ist über den Abstecher, der von der Ortsverbindungsstraße Herrneck (nördl. v. Felizenzell)—Gebensbach abzweigt, sonstige Zufahrten (wie von Loiperstätt) nur auf Schotterstraßen möglich.
Das am Hof gelegene Back- und Schmiedehaus (wohl 18. Jahrhundert), mit seinem schmucken Schweifgiebel, steht unter Denkmalschutz.
Seit 2002 gibt es am Erlensee eine DLRG-Wachhütte.

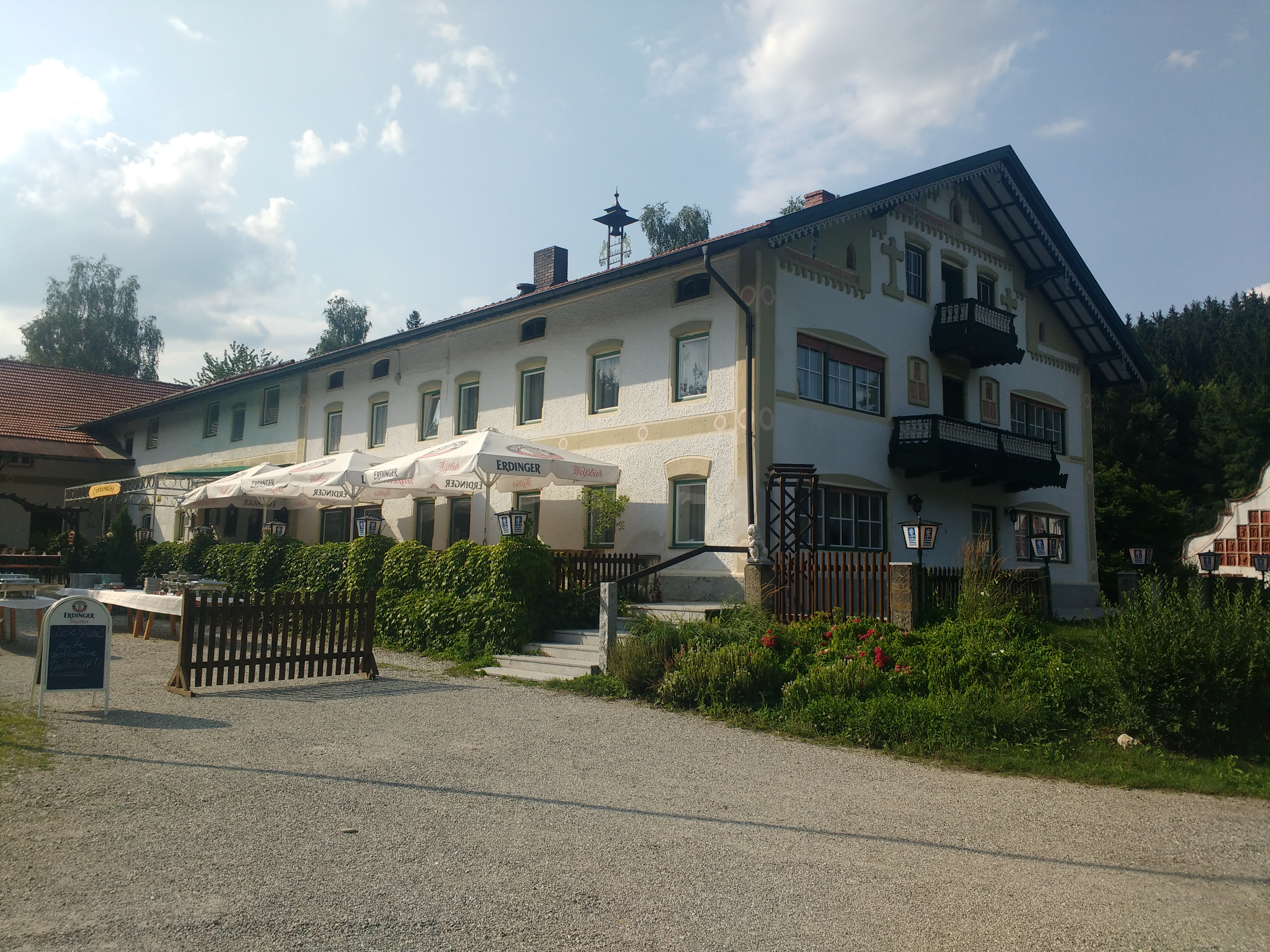
Gasthof Loaner Wirt